# Bryan Arámbulo
Bryan Jesús Arámbulo Chinga (Carquín, Huacho; 7 de agosto de 1996) es un cantante de cumbia peruano.
Inició su carrera como parte de diferentes grupos musicales como Orquesta La Tribu y Los Claveles de la Cumbia, para luego años después, emprender una etapa como solista bajo el apelativo de «El Divo de la Cumbia Peruana».

## Biografía
Bryan Jesús Arámbulo Chinga nació el 7 de agosto de 1996 en Carquín, distrito de Huacho, proveniente de una familia de clase baja y como el menor de 7 hermanos.
Comenzó su carrera artística a los 17 años en el año 2013, cuando fue descubierto por el también cantante peruano Dilbert Aguilar mientras estaba cantando en un concierto en común y le permitió unirse a su banda musical Orquesta La Tribu por un breve tiempo. Arámbulo fue detectado con cáncer a los ganglios, enfermedad que lo mantuvo cerca de un año postrado en cama recibiendo cuidados especiales. De la misma forma, tuvo que pasar por 18 sesiones de quimioterapias para poder salir airoso de su padecimiento.
No fue hasta el año 2019 cuando se integra al grupo de cumbia peruana Los Claveles de la Cumbia, donde se desempeñó como el vocalista principal. Como miembro del dicho conjunto, Arámbulo interpretó «Te juro que te amo» tema que lo lanzaría a la fama.
En 2021 Arámbulo decide separarse del grupo para dedicarse a su carrera como solista, formando su propia banda bajo el nombre de «Bryan Arámbulo y Orquesta». Mientras estaba en preparación de su estreno de manera oficial, lanzó la recopilación «Mix Marisol» o popularmente como «Marimix», la cual interpretó algunos temas de la cantante Marisol Ramírez y comenzó a ganarse notoriedad por su desempeño en el canto, a pesar de que Ramírez encaró a Arámbulo por usar ilegalmente sus canciones y entró en disputa. Además, Arámbulo interpretó su tema musical en solitario «La amo» ese año y realizó giras internacionales por países de Europa.
En el año 2021 mientras se atraviesa la pandemia de COVID-19, Arámbulo realizó su primer concierto virtual, la cual volvió a trabajar con Aguilar, sumándose la cantante Kate Candela al dicho evento.
Fruto de la fama de su apelativo como «el Divo de la Cumbia Peruana», tuvo unas breves participaciones en programas televisivos de su país como La gran estrella, Jirón del humor y Magaly TV, la firme siendo en este último, donde la presentadora peruana Magaly Medina amadrinó su carrera artística. Colaboró con Cielo Torres para la elaboración del tema recopilatorio «Mix Rocío Durcal» en el año 2022, además del sencillo navideño «Navidad a color» al lado de los cantantes salseros Yahaira Plasencia y Wilmer Cartagena.[cita requerida]
Al año siguiente, realizó un tema a dueto con el exvocalista del grupo musical de timba Los 4 de Cuba, Norlam Vila, con el nombre de «Qué bello».

## Vida personal
En 2022, Arámbulo salió del armario como persona homosexual durante las celebraciones del día del Orgullo Gay en su país.

## Discografía

### Álbumes
- 2021: «Bryan Arámbulo y Orquesta»
- 2021: «Marimix»[cita requerida]
- 2021: «Mix Rocío Durcal» (ft. Cielo Torres)[17]
- 2022: «Me alejo de ti»
- 2022: «Navidad de color»
- 2023: «Qué bello» (ft. Norlam Vila)[18][20]